# Coupe de France d'échecs
 (juillet 2014).
Si vous disposez d'ouvrages ou d'articles de référence ou si vous connaissez des sites web de qualité traitant du thème abordé ici, merci de compléter l'article en donnant les références utiles à sa vérifiabilité et en les liant à la section « Notes et références ».
La Coupe de France d'échecs des clubs est une compétition d'échecs organisée depuis 1961 par la Fédération française des échecs (FFE), où les clubs s'affrontent par équipes de 4 joueurs en matchs éliminatoires.

## Palmarès
La Coupe de France d'échecs est disputée de manière régulière depuis 1961 sous l'égide de la Fédération Française des Echecs.
Jusqu'en 1963, il s'agissait d'éliminatoires au sein des Ligues, pour accéder en 1/16e de finales. En 1964, le système est passé en mode par élimination directe, qui reste toujours en vigueur.
| Année | Finale                                          | Résultat      | Vainqueur                     |
| ----- | ----------------------------------------------- | ------------- | ----------------------------- |
| 2023  | Asnières LGE – Aix-en-Provence                  | 2-1           | Asnières LGE                  |
| 2022  | Asnières LGE – Tremblay-en-France               | 3-1           | Asnières LGE                  |
| 2021  | Non attribuée                                   | Non attribuée | Non attribuée                 |
| 2020  | Non attribuée                                   | Non attribuée | Non attribuée                 |
| 2019  | Asnières LGE – Tremblay-en-France               | 1-1           | Asnières LGE                  |
| 2018  | Tremblay-en-France – Metz Fischer               | 2-0           | Tremblay-en-France            |
| 2017  | Juvisy-sur-Orge – Nice Alekhine                 | 0-2           | Nice Alekhine                 |
| 2016  | Châlons-en-Champagne - Saint-Quentin            | 3-1           | Châlons-en-Champagne          |
| 2015  | Clichy - Mulhouse Philidor                      | 1-0           | Clichy                        |
| 2014  | Bois-Colombes - Migné                           | 3-0           | Bois-Colombes                 |
| 2013  | Clichy - Sautron                                | 2-0           | Clichy                        |
| 2012  | Évry Grand Roque – Marseille Échecs             | 0-3           | Marseille Échecs              |
| 2011  | AJE Noyon – Évry Grand Roque                    | 0-3           | Évry Grand Roque              |
| 2010  | Metz Fischer - Évry Grand Roque                 | 1-1           | Évry Grand Roque              |
| 2009  | Clichy - Évry Grand Roque                       | 2-0           | Clichy                        |
| 2008  | Clichy - Cercle d'échecs de Strasbourg          | 2-0           | Clichy                        |
| 2007  | Cercle d'échecs de Strasbourg - Montpellier     | 2-1           | Cercle d'échecs de Strasbourg |
| 2006  | Clichy - NAO Chess Club                         | 2-1           | Clichy                        |
| 2005  | NAO Chess Club - Évry Grand Roque               | 2-2           | NAO Chess Club                |
| 2004  | NAO Chess Club - Clichy                         | 2-0           | NAO Chess Club                |
| 2003  | NAO Chess Club - Clichy                         | 2-0           | NAO Chess Club                |
| 2002  | NAO Chess Club - Clichy                         | 2,5-1,5       | NAO Chess Club                |
| 2001  | Clichy - Strasbourg                             | 3,5-0,5       | Clichy                        |
| 2000  | Nancy - Montpellier                             | 3-1           | Nancy                         |
| 1999  | Mulhouse Philidor - Fontainebleau               | 3-1           | Mulhouse Philidor             |
| 1998  | Clichy - Lyon Echecs Club                       | 3,5-0,5       | Clichy                        |
| 1997  | Échecs Club Montpellier - Orange                | 3-1           | Échecs Club Montpellier       |
| 1996  | Clichy - Mulhouse Philidor                      | 2,5-1,5       | Clichy                        |
| 1995  | Lyon LOE - Cercle d'échecs de Strasbourg        | 3,5-0,5       | Lyon LOE                      |
| 1994  | Lyon LOE - Belfort                              | 2,5-1,5       | Lyon LOE                      |
| 1993  | Cercle d'échecs de Strasbourg - Clichy          | 2,5-1,5       | Cercle d'échecs de Strasbourg |
| 1992  | Clichy - Lyon LOE                               | 2-2           | Clichy                        |
| 1991  | Lyon LOE - Rouen                                | 0,5-3,5       | Rouen                         |
| 1990  | Cercle d'échecs de Strasbourg - Bordeaux        | 3,5 - 0,5     | Cercle d'échecs de Strasbourg |
| 1989  | Échecs Club Montpellier - Auxerre               | 2-2           | Échecs Club Montpellier       |
| 1988  | Cercle d'échecs de Strasbourg - Rouen           | 3-1           | Cercle d'échecs de Strasbourg |
| 1987  | non-attribuée                                   |               |                               |
| 1986  | Cercle d'échecs de Strasbourg - Rouen           | 3-1           | Cercle d'échecs de Strasbourg |
| 1985  | Cercle d'échecs de Strasbourg - Cannes Échecs   | 2,5-1,5       | Cercle d'échecs de Strasbourg |
| 1984  | Cannes - Paris Chess 15                         | 3-1           | Cannes Échecs                 |
| 1983  | Cercle d'échecs de Strasbourg - Aix-en-Provence | 3,5-0,5       | Cercle d'échecs de Strasbourg |
| 1982  | Cercle d'échecs de Strasbourg - Toulon          | 2-2           | Cercle d'échecs de Strasbourg |
| 1981  | Cercle d'échecs de Strasbourg - Rouen           | 3,5-0,5       | Cercle d'échecs de Strasbourg |
| 1980  | Cercle d'échecs de Strasbourg - Évry            | 4-0           | Cercle d'échecs de Strasbourg |
| 1979  | Évry Grand Roque - Paris Etoile-Echecs          | 2-2           | Évry Grand Roque              |
| 1978  | Toulouse - Évry Grand Roque                     | 2-2           | Toulouse                      |
| 1977  | Issy-les-Moulineaux - Colombes                  | 2-2           | Issy-les-Moulineaux           |
| 1976  | Jouy-en-Josas - Cercle d'échecs de Strasbourg   | 3-1           | Jouy-en-Josas                 |
| 1975  | Cercle d'échecs de Strasbourg - Jouy-en-Josas   | 2-2           | Cercle d'échecs de Strasbourg |
| 1974  | Cercle d'échecs de Strasbourg - Rouen           | 2,5-1,5       | Cercle d'échecs de Strasbourg |
| 1973  | Grenoble - Cercle d'échecs de Strasbourg        | 2,5-0,5       | Grenoble                      |
| 1972  | Cercle d'échecs de Strasbourg - Rouen           | 2-2           | Cercle d'échecs de Strasbourg |
| 1971  | Cercle d'échecs de Strasbourg - Rouen           | 3-1           | Cercle d'échecs de Strasbourg |
| 1970  | Cercle d'échecs de Strasbourg - Sarthe-Jeunes   | 3-1           | Cercle d'échecs de Strasbourg |
| 1969  | Cercle d'échecs de Strasbourg - Cercle Caïssa   | 2,5-1,5       | Cercle d'échecs de Strasbourg |
| 1968  | Marseille - Aix-en-Provence                     | 2,5-1,5       | Marseille                     |
| 1967  | Cercle Caïssa - Cercle d'échecs de Strasbourg   | 3,5-0,5       | Cercle Caïssa                 |
| 1966  | Cercle Caïssa - Cercle d'échecs de Strasbourg   | 2,5-0,5       | Cercle Caïssa                 |
| 1965  | Cercle Caïssa - Cercle d'échecs de Strasbourg   | 2,5-0,5       | Cercle Caïssa                 |
| 1964  | Bordeaux - Cercle d'échecs de Strasbourg        | 2,5-1,5       | Bordeaux                      |
| 1963  | Cercle Caïssa - Arrens                          | 3,5-0,5       | Cercle Caïssa                 |
| 1962  | Cercle Caïssa - Audun-le-Tiche                  | 4-0           | Cercle Caïssa                 |
| 1961  | Cercle Caïssa - Arrens                          | 4-0           | Cercle Caïssa                 |